# Filmografia de Matt Bomer
Matt Bomer é um ator, diretor e produtor norte-americano. Bomer começou a atuar em peças de teatro ainda jovem, fez sua estreia no palco em uma reapresentação de teatro, A Streetcar Named Desire (1995), de Tennessee Williams, foi reapresentado no Alley Theatre em Houston. Ele fez seu debut no cinema no filme de suspense Flightplan em 2005 ao lado de Jodie Foster –  o filme faturou 223 milhões de dólares na bilheteria. Antes disso participou de algumas produções para a  televisão como a novela All My Children (2000), também participou de um episódio sem-crédito da série de ação-suspense Relic Hunter (2002) e fez uma participação de seis episódios em um programa de televisão no formato soap opera Guiding Light (2002–2003), onde ganhou seu primeiro prêmio o Gold Derby TV e Film Awards na categoria "Younger Actor – Daytime Drama" em 2003.
Ainda no ano de 2003, Bomer participou de um documentário chamado War Birds: Diary of an Unknown Aviator de Robert Clem. Na televisão teve o seu primeiro papel de destaque na série de drama-suprenatural Tru Calling (2003–2004) da  FOX. Em 2004, ele participou de um episódio da série North Shore também da FOX. No cinema co-estrelou o filme de terror The Texas Chainsaw Massacre: The Beginning (2006) de Jonathan Liebesman. Seu primeiro papel de protagonista foi na série de drama da ABC Traveler (2007), a série teve apenas uma temporada de 8 episódios. Em 2009, Bomer protagonizou a série de drama-policial White Collar (2009–2014). Ganhou um People's Choice Awards por sua atuação na série. Depois de 5 anos longe do cinema, Bomer fez uma participação no filme In Time de Andrew Niccol, com Justin Timberlake e Amanda Seyfried como protagonistas.
No ano seguinte Bomer estrelou o filme de comédia-drama de 2012, Magic Mike, dirigido por Steven Soderbergh e estrelado também por Channing Tatum, Alex Pettyfer, Joe Manganiello e Matthew McConaughey. Seu personagem no filme era um stripper chamado Ken. Foi o narrador do personagem Superman/Clark Kent do filme de animação de 2013, Superman: Unbound, um filme de super-herói, baseado na história em quadrinhos de 2008 Superman: Brainiac, de Geoff Johns.
Em 2014, fez uma participação em um episódio da quarta temporada da série antológica de horror American Horror Story (2011). No mesmo ano atuou no telefilme aclamado pela critica The Normal Heart, um filme de drama dirigido por Ryan Murphy e escrito por Larry Kramer, baseado em sua peça de 1985 do mesmo nome. Por sua atuação no telefilme ganhou alguns prêmios como Globo de Ouro, Critics Choice Television Award e foi indicado ao Primetime Emmy Awards.  Em 2015 reprisou seu papel Ken no filme de comédia-drama Magic Mike XXL dessa vez dirigido por Gregory Jacobs.
Em 2016, Bomer atuou no filme de comédia de ação neo-noir The Nice Guys dirigido por Shane Black, com Ryan Gosling e Russell Crowe. Protagonizou o filme de drama de 2017 Walking Out de Alex & Andrew Smith, junto com Bill Pullman e Josh Wiggins. Em 2018, dirigiu um episódio da segunda-temporada da série de antologia de Ryan Murphy American Crime Story (2016), sobre o assassinato de Gianni Versace.

## Cinema
| Ano  | Título                                                | Papel                 |
| ---- | ----------------------------------------------------- | --------------------- |
| 2003 | War Birds: Diary of an Unknown Aviator                | John McGavock Grider  |
| 2005 | Flightplan                                            | Eric                  |
| 2006 | The Texas Chainsaw Massacre: The Beginning            | Eric                  |
| 2011 | In Time                                               | Henry Hamilton        |
| 2012 | Magic Mike                                            | Ken                   |
| 2013 | Superman: Unbound                                     | Clark Kent / Superman |
| 2014 | Winter's Tale                                         | Homem jovem           |
| 2014 | Space Station 76                                      | Ted                   |
| 2015 | Magic Mike XXL                                        | Ken                   |
| 2016 | The Nice Guys                                         | John Boy              |
| 2016 | The Magnificent Seven                                 | Matthew Cullen        |
| 2017 | Walking Out                                           | Cal                   |
| 2017 | Anything                                              | Freda Von Rhenburg    |
| 2018 | Jonathan                                              | Ross Craine           |
| 2018 | Papi Chulo                                            | Sean                  |
| 2018 | Viper Club                                            | Sam                   |
| 2020 | The Boys in the Band                                  | Donald                |
| 2021 | Justice Society: World War II                         | Barry Allen / Flash   |
| 2023 | Legion of Super-Heroes                                | Barry Allen / Flash   |
| 2023 | Magic Mike's Last Dance                               | Ken                   |
| 2023 | Justice League: Warworld                              | Velho                 |
| 2023 | Maestro                                               | David Oppenheim       |
| 2024 | Justice League: Crisis on Infinite Earths - Part One  | Barry Allen / Flash   |
| 2024 | Justice League: Crisis on Infinite Earths, Part Three | Barry Allen / Flash   |

## Televisão
| Ano       | Título                            | Papel                                | Notas                       |
| --------- | --------------------------------- | ------------------------------------ | --------------------------- |
| 2000      | All My Children                   | Ian Kipling                          | Episódio: "1.7975"          |
| 2002-2003 | Guiding Light                     | Ben Reade                            | 7 episódios                 |
| 2002      | Relic Hunter                      | Agente de motorista                  | Episódio: "Fire in the Sky" |
| 2003-2004 | Tru Calling                       | Luc Johnston                         | 18 episódios                |
| 2004      | North Shore                       | Ross                                 | Episódio: "Bellport"        |
| 2006      | Amy Coyne                         | Case                                 | Telefilme                   |
| 2007      | Traveler                          | Jay Burchell                         | 8 episódios                 |
| 2007–2009 | Chuck                             | Bryce Larkin                         | 7 episódios                 |
| 2009–2014 | White Collar                      | Neal Caffrey                         | 81 episódios                |
| 2012      | Glee                              | Cooper Anderson                      | Episódio: "Big Brother"     |
| 2013      | The New Normal                    | Monty                                | Episódio: "The Goldie Rush" |
| 2014      | The Normal Heart                  | Felix Turner                         | Telefilme                   |
| 2014      | American Horror Story: Freak Show | Andy                                 | Episódio: "Pink Cupcakes"   |
| 2015-2016 | American Horror Story: Hotel      | Donovan                              | 12 episódios                |
| 2016-2017 | The Last Tycoon                   | Monroe Stahr                         | 9 episódios                 |
| 2018-2023 | Titans                            | Larry Trainor / Homem-Negativo (voz) | 2 episódios                 |
| 2018-2020 | Will & Grace                      | McCoy Whitman                        | 6 episódios                 |
| 2019-2023 | Doom Patrol                       | Larry Trainor / Homem-Negativo (voz) | 46 episódios                |
| 2020      | The Sinner                        | Jamie                                | 8 episódios                 |
| 2021      | American Horror Stories           | Michael Winslow                      | 2 episódios                 |
| 2022      | Echoes                            | Jack Beck                            | 7 episódios                 |
| 2023      | Fellow Travelers                  | Hawkins 'Hawk' Fuller                | 8 episódios                 |
| 2025      | Mid-Century Modern                | Jerry Frank                          | 10 episódios                |

## Teatro
| Ano  | Título               | Papel         | Notas    |
| ---- | -------------------- | ------------- | -------- |
| 2012 | 8                    | Jeff Zarrillo | Broadway |
| 2018 | The Boys in the Band | Donald        | Broadway |